# ≒JOY
≒JOY（ニアリーイコールジョイ）は、日本の12人組女性アイドルグループ。指原莉乃のプロデュースにより、2022年3月29日に誕生した。所属事務所は代々木アニメーション学院。所属レーベルはSACRA MUSIC。愛称は「ニアジョイ」。

## 概要
指原莉乃がプロデュースするアイドルグループ「=LOVE」と「≠ME」の姉妹グループとして、2022年に結成された。
グループ名には「メンバーと、これから応援して下さるファンの皆さんが出会ったときに、喜びだったり幸せだったり、そういう気持ちになってもらえらたいいな」という想いが込められている。
2022年3月29日にメンバー12人がお披露目されたが、同年6月25日に新たに1名が加入し、以後は13人で活動。その後2023年3月29日に1名が卒業し、現在は12名で活動している。

## 略歴

### 2021年
- 10月9日、富士急ハイランド コニファーフォレストで開催された=LOVEと≠MEの合同フェス「イコノイフェス 2021」で、=LOVEと≠MEに続く「第3のグループ」オーディションを開催することを発表[6]。

### 2022年
- 3月29日、「第3のグループ」お披露目会が行われ、指原莉乃によりグループ名「≒JOY」とそのロゴが発表され、メンバー12名がお披露目された[7]。4月末よりdTVとYouTubeでオーディションから密着したドキュメンタリー番組が公開されることが発表された[1][8]。また、同日行われたSHOWROOM配信内でグループのロゴ、オフィシャルHP・個別Twitterの開設、=LOVE11thシングルのオンライン個別お話し会にお披露目レーンが設置されることが発表された[1][9]。
- 6月25日、元ラストアイドルの小澤愛実が追加メンバーとして加入[2]。
- 7月2日、初オリジナル曲「≒JOY」のMVが公開された。
- 7月3日、=LOVE・≠MEとの合同フェス「イコノイジョイ2022」が富士急ハイランド コニファーフォレストで開催され、ステージデビューした[10]。
- 10月15日、＝LOVE・≠MEとの3グループの合同イベント「イコノイジョイ大運動会 2022」を幕張メッセ・イベントホールで開催[11]。
- 11月20日、メンバーの福山萌叶が学業に専念するため、翌月12月4日のオンラインイベントをもって活動休止することを発表[12]。
- 11月30日、初の単独公演「≒JOY 特別公演」が山野ホールで開催された[13][注釈 1]。

### 2023年
- 1月15日、「≒JOY 特別追加公演」が山野ホールで開催された[15]。
- 3月14日、活動休止していたメンバーの福山萌叶が学業に専念する為、3月29日の結成1周年記念配信をもって卒業することを発表した[4]。
- 6月14日 - 18日、篠塚ひろむのマンガ『ミルモでポン!』を原作とした舞台「≒JOY☆FAIRY LIVE STAGE『ミルモでポン!』」を、東京・品川プリンスホテル クラブeXで上演[16][17]。
- 7月29・30日、=LOVE・≠MEとの3グループの合同コンサート「イコノイジョイ 2023」を富士急ハイランド コニファーフォレストで開催。初の2DAYS・声出し解禁での開催となり、2日間で計2万人を動員した[18][19]。
- 9月3日、1stコンサート「初めまして、≒JOYです。」をパシフィコ横浜 国立大ホールにて開催[20]。昼公演には「≒JOY 1stツアー」の開催、夜公演には2024年1月17日にSACRA MUSICよりメジャーデビューし、デビューミニアルバムを発売することが発表された[21][22]。
- 9月12日 - 18日、「イコノイジョイ大感謝祭」として、12日に「≒JOY ミニミニ運動会」、15日に「≒JOY カラオケ大会」を品川プリンスホテル ステラボールにて開催された[23][24][25]。
- 11月27日、メンバーの大西葵が体調不良のため、12月16日の『≒JOYデビュー・ミニアルバム「タイトル未定」オンラインサイン会』をもって、しばらくの間休養し、療養に専念することを発表した[26]。
- 12月25日 - 2024年1月12日、「≒JOY 1st Tour『Absolute』」を全国4つのZepp会場にて開催された[27][28]。

### 2024年
- 1月17日、デビュー・ミニアルバム『きっと、絶対、絶対』を発売[21][29]。
- 2月23日、『≒JOY 2nd ANNIVERSARY PREMIUM CONCERT』が東京国際フォーラム ホールAにて開催された[30]。また、このコンサートより大西葵が活動を再開した[31]。
- 3月29日、イコラブ ノイミー ニアジョイ チャンネルにてライブ配信された「祝！ニアジョイ2周年！YouTube Live！」の中で、スイーツパラダイスとのコラボカフェ 「≒JOY Cafe in SWEETS PARADISE」[32]の開催決定が発表された。
- 6月12日、1stシングル『体育館ディスコ』を発売[33]。
- 9月28日、=LOVE・≠MEとの3グループの合同フェス「イコノイジョイ 2024」を富士急ハイランド コニファーフォレストで開催された[34]。
- 10月14日 - 11月24日、「≒JOY ホールツアー2024『今日から君は恋人』」が開催された[35]。
- 10月16日、2ndシングル『初恋シンデレラ』を発売[36]。
- 10月22日 - 24日、「イコノイジョイ大感謝祭2024」として、≒JOYは24日に「ニアジョイ球技大会＆ミニライブ」をTOKYO DOME CITY HALLにて開催[37][38]。

### 2025年
- 3月1日、『≒JOY 3rd ANNIVERSARY PREMIUM CONCERT』が東京体育館にて開催された[39]。
- 6月11日、3rdシングル『ブルーハワイレモン』を発売[40]。
- 8月17日 - 11月30日、「≒JOY 全国ツアー2025『Our moon is getting full』」が開催予定[41][42]。

## メンバー
| 名前       | よみ            | 生年月日               | 出身地   | 身長    | 血液型 | 愛称       | 備考       |
| ---------- | --------------- | ---------------------- | -------- | ------- | ------ | ---------- | ---------- |
| 逢田珠里依 | あいだ じゅりい | 2005年9月13日（19歳）  | 東京都   | 161cm   | O型    | じゅりい   |            |
| 天野香乃愛 | あまの このあ   | 2007年1月21日（18歳）  | 埼玉県   | 157cm   | O型    | このたん   |            |
| 市原愛弓   | いちはら あゆみ | 2003年8月21日（21歳）  | 福岡県   | 161.5cm | A型    | あゆみん   |            |
| 江角怜音   | えすみ れのん   | 2005年4月26日（20歳）  | 大阪府   | 160cm   | B型    | れのん     |            |
| 大信田美月 | おおしだ みつき | 2004年9月27日（20歳）  | 大阪府   | 155cm   | O型    | みっちゃん |            |
| 大西葵     | おおにし あおい | 2005年8月6日（20歳）   | 東京都   | 156cm   | B型    | あおい     |            |
| 小澤愛実   | おざわ あいみ   | 2003年4月9日（22歳）   | 神奈川県 | 163cm   | 不明   | あいみ     | [ 注釈 2 ] |
| 髙橋舞     | たかはし まい   | 2005年2月22日（20歳）  | 兵庫県   | 160cm   | O型    | まいまい   |            |
| 藤沢莉子   | ふじさわ りこ   | 2004年1月16日（21歳）  | 埼玉県   | 155cm   | B型    | りこ       |            |
| 村山結香   | むらやま ゆうか | 2004年2月15日（21歳）  | 福岡県   | 158.5cm | O型    | ゆうか     |            |
| 山田杏佳   | やまだ ももか   | 2006年2月2日（19歳）   | 神奈川県 | 161cm   | B型    | ももちゃん |            |
| 山野愛月   | やまの ありす   | 2006年10月21日（18歳） | 大阪府   | 153.5cm | A型    | ありす     |            |

リーダー
1. 小澤愛実（2023年9月3日 - ）[43]

### 元メンバー
| 名前     | よみ            | 生年月日               | 出身地   | 身長    | 血液型 | 愛称   | 最終在籍日    | 現所属事務所 | 備考       |
| -------- | --------------- | ---------------------- | -------- | ------- | ------ | ------ | ------------- | ------------ | ---------- |
| 福山萌叶 | ふくやま もえか | 2004年10月22日（20歳） | 神奈川県 | 162.5cm | O型    | もえか | 2023年3月29日 | -            | [ 注釈 3 ] |

## 作品

### シングル
|             | リリース日     | タイトル           | 最高位      | 販売形態    | 規格品番    | 形態                  |
| SACRA MUSIC | SACRA MUSIC    | SACRA MUSIC        | SACRA MUSIC | SACRA MUSIC | SACRA MUSIC | SACRA MUSIC           |
| ----------- | -------------- | ------------------ | ----------- | ----------- | ----------- | --------------------- |
| 1           | 2024年6月12日  | 体育館ディスコ     | 1位         | CD+DVD      | VVCL-2481/2 | 初回仕様限定盤 Type-A |
| 1           | 2024年6月12日  | 体育館ディスコ     | 1位         | CD+DVD      | VVCL-2483/4 | 初回仕様限定盤 Type-B |
| 1           | 2024年6月12日  | 体育館ディスコ     | 1位         | CD+DVD      | VVCL-2485/6 | 初回仕様限定盤 Type-C |
| 1           | 2024年6月12日  | 体育館ディスコ     | 1位         | CD+Blu-ray  | VVCL-2487/8 | 初回仕様限定盤 Type-D |
| 1           | 2024年6月12日  | 体育館ディスコ     | 1位         | CD          | VVCL-2489   | 通常盤 Type-E         |
| 2           | 2024年10月16日 | 初恋シンデレラ     | 1位         | CD+DVD      | VVCL-2570/1 | 初回仕様限定盤 Type-A |
| 2           | 2024年10月16日 | 初恋シンデレラ     | 1位         | CD+DVD      | VVCL-2572/3 | 初回仕様限定盤 Type-B |
| 2           | 2024年10月16日 | 初恋シンデレラ     | 1位         | CD+DVD      | VVCL-2574/5 | 初回仕様限定盤 Type-C |
| 2           | 2024年10月16日 | 初恋シンデレラ     | 1位         | CD          | VVCL-2576   | 通常盤 Type-D         |
| 3           | 2025年6月11日  | ブルーハワイレモン | 2位         | CD+DVD      | VVCL-2683/4 | 初回仕様限定盤 Type-A |
| 3           | 2025年6月11日  | ブルーハワイレモン | 2位         | CD+DVD      | VVCL-2685/6 | 初回仕様限定盤 Type-B |
| 3           | 2025年6月11日  | ブルーハワイレモン | 2位         | CD+DVD      | VVCL-2687/8 | 初回仕様限定盤 Type-C |
| 3           | 2025年6月11日  | ブルーハワイレモン | 2位         | CD          | VVCL-2689   | 通常盤 Type-D         |

### ミニアルバム
|             | リリース日    | タイトル           | 最高位      | 販売形態    | 規格品番    | 形態                                 |
| SACRA MUSIC | SACRA MUSIC   | SACRA MUSIC        | SACRA MUSIC | SACRA MUSIC | SACRA MUSIC | SACRA MUSIC                          |
| ----------- | ------------- | ------------------ | ----------- | ----------- | ----------- | ------------------------------------ |
| 1           | 2024年1月17日 | きっと、絶対、絶対 | 1位         | CD+DVD      | VVCL-2400/1 | 初回仕様盤（Type A）                 |
| 1           | 2024年1月17日 | きっと、絶対、絶対 | 1位         | CD+DVD      | VVCL-2402/3 | 初回仕様盤（Type B）                 |
| 1           | 2024年1月17日 | きっと、絶対、絶対 | 1位         | CD          | VVCL-2404   | デビュー記念特別プライス盤（Type C） |

### 配信限定
|                                | リリース                       | タイトル                       | 備考 |
| ソニー・ミュージックレーベルズ | ソニー・ミュージックレーベルズ | ソニー・ミュージックレーベルズ | ソニー・ミュージックレーベルズ |
| ------------------------------ | ------------------------------ | ------------------------------ | --- |
| 1                              | 2022年7月3日                   | ≒JOY                           | 1stソング。センターは江角怜音。 作詞：指原莉乃、作曲：鈴木裕明、編曲：古川貴浩、監督：高橋栄樹、振付：shoji（s**t kingz）                                                                                             |
| 2                              | 2025年8月17日                  | いま、月は満ちる               | プロデューサー指原莉乃が過去に書いた楽曲のカバー。≒JOY 全国ツアー2025『Our moon is getting full』のテーマ楽曲。センターは江角怜音。 作詞：指原莉乃、作曲：島軒瑠、編曲：野中“まさ”雄一、監督：大野敏嗣、振付：CRE8BOY |

### 映像商品

#### 単独コンサート
|   | リリース日     | タイトル                                     | レーベル    | 規格品番   | 形態                    |
| - | -------------- | -------------------------------------------- | ----------- | ---------- | ----------------------- |
| 1 | 2024年4月24日  | ≒JOY 1stコンサート「初めまして、≒JOYです。」 | SACRA MUSIC | VVXL-195/6 | 初回生産限定盤 2Blu-ray |
| 1 | 2024年4月24日  | ≒JOY 1stコンサート「初めまして、≒JOYです。」 | SACRA MUSIC | VVXL-197   | 初回仕様限定盤 Blu-ray  |
| 1 | 2024年4月24日  | ≒JOY 1stコンサート「初めまして、≒JOYです。」 | SACRA MUSIC | VVBL-204   | DVD                     |
| 2 | 2024年12月11日 | ≒JOY 2nd ANNIVERSARY PREMIUM CONCERT         | SACRA MUSIC | VVXL-228/9 | 初回生産限定盤 2Blu-ray |
| 2 | 2024年12月11日 | ≒JOY 2nd ANNIVERSARY PREMIUM CONCERT         | SACRA MUSIC | VVXL-230   | 初回仕様限定盤 Blu-ray  |
| 2 | 2024年12月11日 | ≒JOY 2nd ANNIVERSARY PREMIUM CONCERT         | SACRA MUSIC | VVBL-212   | DVD                     |

#### 合同コンサート
| 参加グループ   | リリース日        | タイトル            | 規格品番    | 形態                                                     |
| SACRA MUSIC    | SACRA MUSIC       | SACRA MUSIC         | SACRA MUSIC | SACRA MUSIC                                              |
| -------------- | ----------------- | ------------------- | ----------- | -------------------------------------------------------- |
| =LOVE ≠ME ≒JOY | 2023年7月26日     | イコノイジョイ 2022 | VVXL-164/6  | TYPE-A 初回仕様限定盤（スペシャルエディション） 3Blu-ray |
| =LOVE ≠ME ≒JOY | 2023年7月26日     | イコノイジョイ 2022 | VVXL-167/8  | TYPE-B 初回仕様限定盤 2Blu-ray                           |
| =LOVE ≠ME ≒JOY | 2023年7月26日     | イコノイジョイ 2022 | VVBL-200/1  | TYPE-C 初回仕様限定盤 2DVD                               |
| =LOVE ≠ME ≒JOY | 2024年9月18日     | イコノイジョイ 2023 | VVXL-208/9  | TYPE-A 初回仕様限定盤（スペシャルエディション） 2Blu-ray |
| =LOVE ≠ME ≒JOY | 2024年9月18日     | イコノイジョイ 2023 | VVXL-210/11 | TYPE-B 初回仕様限定盤 2Blu-ray                           |
| =LOVE ≠ME ≒JOY | 2024年9月18日     | イコノイジョイ 2023 | VVBL-206/7  | TYPE-C 初回仕様限定盤 2DVD                               |
| =LOVE ≠ME ≒JOY | 2025年9月24日予定 | イコノイジョイ 2024 | VVXL-268/9  | TYPE-A 初回生産限定盤（スペシャルエディション） 2Blu-ray |
| =LOVE ≠ME ≒JOY | 2025年9月24日予定 | イコノイジョイ 2024 | VVXL-270/1  | TYPE-B 初回仕様限定盤 2Blu-ray                           |
| =LOVE ≠ME ≒JOY | 2025年9月24日予定 | イコノイジョイ 2024 | VVBL-225/6  | TYPE-C 初回仕様限定盤 2DVD                               |

### 参加楽曲
| 名義                                | リリース日     | タイトル                 | 収録作品                         | レーベル          | ≒JOY収録作品       |
| ----------------------------------- | -------------- | ------------------------ | -------------------------------- | ----------------- | ------------------ |
| イコノイジョイ （=LOVE・≠ME・≒JOY） | 2022年7月20日  | トリプルデート           | イコノイジョイ「トリプルデート」 | Sony Music Labels | 未収録             |
| ≒JOY                                | 2022年9月28日  | 笑って フラジール        | =LOVE「Be Selfish」              | SACRA MUSIC       | きっと、絶対、絶対 |
| ≒JOY                                | 2022年11月23日 | 超孤独ライオン           | ≠ME「はにかみショート」          | キングレコード    | きっと、絶対、絶対 |
| ≒JOY                                | 2023年2月22日  | スイートシックスティーン | =LOVE「この空がトリガー」        | SACRA MUSIC       | きっと、絶対、絶対 |
| ≒JOY                                | 2023年4月12日  | 今日も君の夢を見たんだ   | ≠ME「天使は何処へ 」             | キングレコード    | きっと、絶対、絶対 |
| ≒JOY                                | 2023年7月19日  | 大空、ビュンと           | =LOVE「ナツマトペ」              | SACRA MUSIC       | きっと、絶対、絶対 |
| ≒JOY                                | 2023年9月6日   | その先はイグザルト       | ≠ME「想わせぶりっこ」            | キングレコード    | きっと、絶対、絶対 |

### ミュージックビデオ
| タイトル                 | 監督           | 収録作品                                  |
| ------------------------ | -------------- | ----------------------------------------- |
| ≒JOY                     | 高橋栄樹       | ≒JOY                                      |
| 笑って フラジール        | 高橋栄樹       | Be Selfish 笑って フラジール              |
| 超孤独ライオン           | 高橋栄樹       | はにかみショート                          |
| スイートシックスティーン | 吉川エリ       | この空がトリガー スイートシックスティーン |
| 今日も君の夢を見たんだ   | ナカジマセイト | 天使は何処へ                              |
| 大空、ビュンと           | 大野敏嗣       | ナツマトペ 大空、ビュンと                 |
| その先はイグザルト       | 高橋栄樹       | 想わせぶりっこ                            |

## 公演

### 単独コンサート
| 年     | 公演名                                          | 開催日       | 都市   | 会場                                 |
| ------ | ----------------------------------------------- | ------------ | ------ | ------------------------------------ |
| 2023年 | ≒JOY 1stコンサート「初めまして、≒JOYです。」    | 9月3日       | 神奈川 | パシフィコ横浜 国立大ホール          |
| 2023年 | ≒JOY 1st Tour「Absolute」                       | 12月25日     | 福岡   | Zepp Fukuoka                         |
| 2023年 | ≒JOY 1st Tour「Absolute」                       | 12月26日     | 大阪   | Zepp Osaka Bayside                   |
| 2024年 | ≒JOY 1st Tour「Absolute」                       | 1月4日       | 愛知   | Zepp Nagoya                          |
| 2024年 | ≒JOY 1st Tour「Absolute」                       | 1月12日      | 東京   | Zepp Haneda (TOKYO)                  |
| 2024年 | ≒JOY 2nd ANNIVERSARY PREMIUM CONCERT            | 2月23日      | 東京   | 東京国際フォーラム ホールA           |
| 2024年 | ≒JOY ホールツアー2024「今日から君は恋人」       | 10月14日     | 福岡   | 福岡市民会館 大ホール                |
| 2024年 | ≒JOY ホールツアー2024「今日から君は恋人」       | 10月27日     | 兵庫   | 神戸国際会館 こくさいホール          |
| 2024年 | ≒JOY ホールツアー2024「今日から君は恋人」       | 11月2日      | 大阪   | オリックス劇場                       |
| 2024年 | ≒JOY ホールツアー2024「今日から君は恋人」       | 11月24日     | 千葉   | 幕張メッセ 国際展示場 展示ホール     |
| 2025年 | ≒JOY 3rd ANNIVERSARY PREMIUM CONCERT            | 3月1日       | 東京   | 東京体育館                           |
| 2025年 | ≒JOY 全国ツアー2025「Our moon is getting full」 | 8月17日      | 大阪   | フェニーチェ堺 大ホール              |
| 2025年 | ≒JOY 全国ツアー2025「Our moon is getting full」 | 9月23日予定  | 東京   | 立川ステージガーデン                 |
| 2025年 | ≒JOY 全国ツアー2025「Our moon is getting full」 | 10月5日予定  | 福岡   | 福岡国際会議場 メインホール          |
| 2025年 | ≒JOY 全国ツアー2025「Our moon is getting full」 | 10月14日予定 | 宮城   | 仙台銀行ホール イズミティ21 大ホール |
| 2025年 | ≒JOY 全国ツアー2025「Our moon is getting full」 | 10月20日予定 | 広島   | JMS アステールプラザ 大ホール        |
| 2025年 | ≒JOY 全国ツアー2025「Our moon is getting full」 | 10月22日予定 | 京都   | ロームシアター京都 メインホール      |
| 2025年 | ≒JOY 全国ツアー2025「Our moon is getting full」 | 11月9日予定  | 愛知   | 名古屋文理大学文化フォーラム         |
| 2025年 | ≒JOY 全国ツアー2025「Our moon is getting full」 | 11月30日予定 | 東京   | 有明アリーナ                         |

### 特別公演
| 年     | 公演名            | 開催日              | 都市 | 会場       |
| ------ | ----------------- | ------------------- | ---- | ---------- |
| 2022年 | ≒JOY 特別公演     | 10月10日 ↓ 11月30日 | 東京 | 山野ホール |
| 2023年 | ≒JOY 特別追加公演 | 1月15日             | 東京 | 山野ホール |

### 合同コンサート・イベント
| 年     | 公演名                      | 出演グループ    | 開催日      | 都市 | 会場                                  |
| ------ | --------------------------- | --------------- | ----------- | ---- | ------------------------------------- |
| 2022年 | イコノイジョイ 2022         | ＝LOVE ≠ME ≒JOY | 7月3日      | 山梨 | 富士急ハイランド コニファーフォレスト |
| 2022年 | イコノイジョイ大運動会 2022 | ＝LOVE ≠ME ≒JOY | 10月15日    | 千葉 | 幕張メッセ イベントホール             |
| 2023年 | イコノイジョイ 2023         | ＝LOVE ≠ME ≒JOY | 7月29･30日  | 山梨 | 富士急ハイランド コニファーフォレスト |
| 2023年 | イコノイジョイ大感謝祭      | ≒JOY            | 9月12・15日 | 東京 | 品川プリンスホテル ステラボール       |
| 2024年 | イコノイジョイ 2024         | ＝LOVE ≠ME ≒JOY | 9月28日     | 山梨 | 富士急ハイランド コニファーフォレスト |
| 2024年 | イコノイジョイ大感謝祭 2024 | ≒JOY            | 10月24日    | 東京 | TOKYO DOME CITY HALL                  |
| 2025年 | イコノイジョイ大感謝祭 2025 | ≒JOY            | 9月21日予定 | 東京 | シアターH                             |

### ライブイベント・音楽フェス
| 年     | 公演名                                                               | 出演日      | 会場                                                              | 備考                                             |
| ------ | -------------------------------------------------------------------- | ----------- | ----------------------------------------------------------------- | ------------------------------------------------ |
| 2022年 | 六本木アイドルフェスティバル2022                                     | 7月30日     | 東京・六本木ヒルズアリーナ                                        | 天野香乃愛は新型コロナウイルス感染のため、欠席。 |
| 2022年 | TOKYO IDOL FESTIVAL 2022                                             | 8月6日      |                                                                   | SMILE GARDEN                                     |
| 2022年 | @JAM EXPO 2022                                                       | 8月28日     | 神奈川・横浜アリーナ                                              | ブルーベリーステージ                             |
| 2022年 | JAPAN IDOL SUPER LIVE 2022＠秋の大祭典編                             | 11月28日    | 東京・豊洲PIT                                                     | [ 66 ]                                           |
| 2022年 | うるトラすフェスタ〜クリスマスSP〜                                   | 12月23日    | 東京・ヒューリックホール東京                                      | [ 67 ]                                           |
| 2022年 | SPARK 2022 in SHINAGAWA                                              | 12月27日    | 東京・品川インターシティホール                                    | [ 68 ]                                           |
| 2023年 | TOKYO GIRLS GIRLS                                                    | 2月12日     | 東京・Zepp Diver City                                             | [ 69 ]                                           |
| 2023年 | dot yell fes 2周年SP                                                 | 3月1日      | 神奈川・KT Zepp Yokohama                                          | [ 70 ]                                           |
| 2023年 | NIG FES 2023                                                         | 3月23日     | 東京・TOKYO DOME CITY HALL                                        | [ 71 ]                                           |
| 2023年 | TOKYO GIRLS GIRLS                                                    | 4月28日     | 東京・品川インターシティホール                                    | [ 72 ]                                           |
| 2023年 | 歌舞伎町 UP GATE↑↑                                                   | 5月6日      | 東京・Zepp Shinjuku(TOKYO)                                        | [ 73 ]                                           |
| 2023年 | うるトラすフェスタ2023〜夏スペシャルin豊洲PIT〜                      | 7月14日     | 東京・豊洲PIT                                                     |                                                  |
| 2023年 | TOKYO IDOL FESTIVAL 2023                                             | 8月6日      |                                                                   | HOT STAGE                                        |
| 2023年 | 新世界 メタバースTV!! presents アイドル"ウタ"バースFES 2023          | 8月12日     | 東京・SUMMER STATION LIVE アリーナ                                | [ 75 ]                                           |
| 2023年 | TOKYO GIRLS GIRLS                                                    | 8月18日     | 東京・品川インターシティホール                                    | [ 76 ]                                           |
| 2023年 | @JAM EXPO 2023 supported by UP-T                                     | 8月27日     | 神奈川・横浜アリーナ                                              | ストロベリーステージ                             |
| 2023年 | TOKYO GIRLS GIRLS                                                    | 10月22日    | 神奈川・新都市ホール                                              |                                                  |
| 2023年 | ちかっぱ祭2023                                                       | 11月26日    | 福岡・福岡サンパレス ホテル＆ホール                               | [ 78 ]                                           |
| 2023年 | IDOL WAVE in TOKYO                                                   | 12月29日    | 東京・国立代々木競技場第二体育館                                  |                                                  |
| 2024年 | A LIVE SENDAI Vol.1                                                  | 1月14日     | 宮城・SENDAI GIGS                                                 | いぎなり東北産主催の対バンイベント               |
| 2024年 | TOKYO GIRLS GIRLS                                                    | 3月14日     | 東京・Zepp DiverCity                                              | [ 81 ]                                           |
| 2024年 | NIG FES 2024                                                         | 3月28日     | 東京・TOKYO DOME CITY HALL                                        | [ 82 ]                                           |
| 2024年 | うるトラすフェスタ〜桜満開！SP版〜                                   | 4月12日     | 東京・Zepp DiverCity                                              | [ 83 ]                                           |
| 2024年 | LIFESTYLE with DOGS 2024 ≒JOY x OCHA NORMA                           | 5月1日      | 東京・お台場特設会場 お台場青海地区P区画 肉フェス内特設ライブ会場 | [ 84 ] [ 85 ]                                    |
| 2024年 | 歌舞伎町UP GATE↑↑                                                    | 5月6日      | 東京・Zepp Shinjuku （TOKYO）                                     | [ 86 ]                                           |
| 2024年 | =LOVExLIVE                                                           | 5月21・22日 | 神奈川・ぴあアリーナMM                                            | 22日昼公演は＝LOVE・≠MEとの対バン形式でのライブ  |
| 2024年 | 六本木アイドルフェスティバル2024                                     | 7月27日     | 東京・六本木ヒルズアリーナ                                        |                                                  |
| 2024年 | TOKYO GIRLS GIRLS ~ 4th Anniversary day3~                            | 7月28日     | 東京・品川インターシティホール                                    | [ 88 ]                                           |
| 2024年 | TOKYO IDOL FESTIVAL 2024                                             | 8月4日      |                                                                   | HOT STAGE                                        |
| 2024年 | SUMMER STATION 音楽LIVE                                              | 8月6日      | 東京・SUMMER STATION LIVEアリーナ （六本木ヒルズアリーナ）        | [ 89 ]                                           |
| 2024年 | @JAM EXPO 2024 supported by UP-T                                     | 9月15日     | 神奈川・横浜アリーナ                                              | ストロベリーステージ                             |
| 2024年 | イナズマロック フェス 2024                                           | 9月22日     | 滋賀・琵琶湖博物館西隣 多目的広場                                 | 風神ステージ                                     |
| 2024年 | FRUITS ZIPPERのラジオアップデート！ Pre. ≒KAWAII supported by JR東海 | 10⽉19⽇    | 大阪・Zepp Namba                                                  | [ 91 ]                                           |
| 2024年 | TOKYO GIRLS GIRLS                                                    | 11⽉30⽇    | 東京・品川プリンスホテル ステラボール                             | [ 92 ]                                           |
| 2024年 | ちかっぱ祭2024                                                       | 12⽉8⽇     | 福岡・福岡サンパレス ホテル＆ホール                               |                                                  |
| 2024年 | TOKYO GIRLS GIRLS X'mas! supported by TIGET                          | 12⽉22⽇    | 東京・ベルサール高田馬場                                          | [ 93 ]                                           |
| 2025年 | NIG FES 2025                                                         | 4月3日      | 東京・豊洲PIT                                                     | [ 94 ]                                           |
| 2025年 | うるトラすフェスタ〜GWもアイドル三昧SP〜                             | 4月30日     | 東京・豊洲PIT                                                     | [ 95 ]                                           |
| 2025年 | OCEAN MARKET FES「≒JOY野外ワンマンライブ」                           | 5月3日      | 神奈川・横須賀市三笠公園 特設野外ステージ                         | [ 96 ] [ 97 ]                                    |
| 2025年 | 歌舞伎町UP GATE↑↑2025                                                | 5月5日      | 東京・Zepp Shinjuku (TOKYO)                                       | [ 98 ]                                           |
| 2025年 | コカ･コーラ SUMMER FES 音楽LIVE                                      | 7月24日     | 東京・コカ･コーラ SUMMER FES LIVEアリーナ（六本木ヒルズアリーナ） | [ 99 ]                                           |
| 2025年 | TOKYO GIRLS GIRLS ~ 5th Anniversary day1 ~                           | 7月25日     | 東京・品川インターシティホール                                    | [ 100 ]                                          |
| 2025年 | TOKYO IDOL FESTIVAL 2025                                             | 8月3日      |                                                                   | HOT STAGE                                        |
| 2025年 | @ JAM EXPO 2025 supported by UP-T                                    | 8月30日予定 | 神奈川・横浜アリーナ                                              | [ 102 ]                                          |
| 2025年 | ASUTO MUSIC PARK 2025                                                | 8月31日予定 | 宮城・ゼビオアリーナ仙台                                          | [ 103 ]                                          |

### イベント
- 2024明治安田J1リーグ 第19節 ジュビロ磐田×セレッソ大阪戦～静岡産業大学開学30周年記念マッチ～（2024年6月22日、ヤマハスタジアム） - 試合前とハーフタイムに出演[104]。
- 『Coca-Cola STAGE:0 2024』 全国大会グランドファイナル Day3（2024年8月12日、六本木グランドタワー1F駅前広場） - フォートナイト ゼロビルド部門（天野、大信田、小澤）、VALORANT部門（市原、江角、村山）
- SASUKE アイドル予選会
  - ー出場権争奪バトルー（2024年10月7日、柏市中央体育館） - 大信田美月、小澤愛実[105]
  - 2025 ー出場権争奪バトルー（2025年8月13日、LaLa arena TOKYO-BAY） - 大信田美月、小澤愛実[106]
- 超・フライングジョイ2025 公開収録&ミニLIVE（2025年2月12日、北とぴあ さくらホール）
- りそなグループ B.LEAGUE 2024-25 B1リーグ戦 第25節 川崎ブレイブサンダース vs 三遠ネオフェニックス（2025年3月19日、川崎市とどろきアリーナ）- オープニングトークとハーフタイムに出演[107][108]。
- FM NACK5「≒JOYのラジオで夜ふかし」公開収録＆ミニライブ　～ジョイラジ★翔んで東京SP～（2025年4月27日、天王洲 銀河劇場）[109]

## 出演

### テレビ番組
- 沼にハマってきいてみた【貨物列車沼】（2024年6月22日、NHK Eテレ） - 江角怜音
- あのちゃんの電電電波♪（2025年1月8日、テレビ東京）
- イコノイジョイがやってやんよ！（2025年8月26日〈予定〉、日本テレビ）[110][111]

### ラジオ
- ≒JOYのラジオで夜ふかし - NACK5
  - （2023年4月1日 - 2025年3月22日） - 毎週土曜日[112]
  - （2025年3月28日 - ） - 毎週金曜日
- 「イマドキッドゥフドゥフナイト」PART2（2023年10月18日 - 、MBSラジオ） - 市原愛弓、毎週火曜日[113]
- 「アッパレやってまーす！水曜日」（2024年4月24日 - 、MBSラジオ） - 江角怜音、毎週水曜日[114]

### ネット配信
- 火曜はじょ〜いドン!（2022年5月10日 - 、SHOWROOM） - 毎週火曜日
- しながわミステリークラブ（2024年3月28日、YouTube） - 江角怜音（主演・桜井美月 役）、全3話。[115]
- フライングジョイ（2024年1月10日、Hulu）[116]
  - フライングジョイ（2024年11月18日 - 、MUSIC ON!・Hulu[注釈 14]）[117]
- SASUKE アイドル予選会（2024年11月25日 - 2024年12月30日、YouTube） - 大信田美月、小澤愛実[118]

### 音楽特番
- CDTVライブ!ライブ!（TBSテレビ）
  - CDTVライブ!ライブ!年越しスペシャル!2023→2024（2023年12月31日 - 2024年1月1日）[119][120]
  - CDTVライブ!ライブ!年越しスペシャル!2024→2025（2024年12月31日 - 2025年1月1日）[121][122]

### 舞台
- ≒JOY☆FAIRY LIVE STAGE『ミルモでポン!』（2023年6月14日 - 18日、品川プリンスホテル クラブeX）[123]
- 舞台「賭ケグルイ」（2025年9月5日 - 14日予定、シアターH） - 村山結香（夢見弖ユメミ 役）[124]

### 雑誌
- BUBKA （白夜書房）
  - 2022年6月号（2022年4月30日）
  - 2025年4月号（2025年2月28日）[125]
- BOMB 2022年6月号（2022年5月9日、ワン・パブリッシング）
- B.L.T. 2023年2月号（2023年12月28日、東京ニュース通信社）

### モデル
- Ank Rouge
  - 2022 AW Collection vol.3【Movie theater】（2022年9月16日） - 天野、市原、山田が起用された。
  - 2023 AW Collection vol.5【 Diner♡Girl 】（2023年11月2日） - 市原、山野が起用された。
- "Shefar × MITSUKI OSHIDA ~ Liela's other stories ~"（2023年11月9日 - 30日） - 大信田が起用された[126]。
- SPINNS （2024年） - コラボレーションアイテムを発売[127][128]。
- Honey Cinnamon
  - 2024 Spring Collection（2024年） - 天野、山野が起用された[129]。
  - 2025 Summer Collection（2025年） - 市原、山野が起用された[130]。
  - 2025 Autumn Collection（2025年） - 天野、山野が起用された[131]。